# Falkenstein (Renania-Palatinato)
Falkenstein è un comune di 205 abitanti della Renania-Palatinato, in Germania.

Appartiene al circondario del Donnersberg (targa KIB) ed è parte della comunità amministrativa (Verbandsgemeinde) di Winnweiler.